# Le Marigot
Le Marigot es una comuna de Francia situada en la zona septentrional del departamento insular antillano de Martinica.

## Características generales
Cuenta con una población de 3.586 habitantes y un área de 21,63 km², para una densidad de 166 hab./km². La localidad se encuentra del costado Atlántico de la isla.

## Demografía
| 3 498           | 3 587 | 3 655 |
| (Fuente: INSEE) |       |       |